# Anthony Shaffer

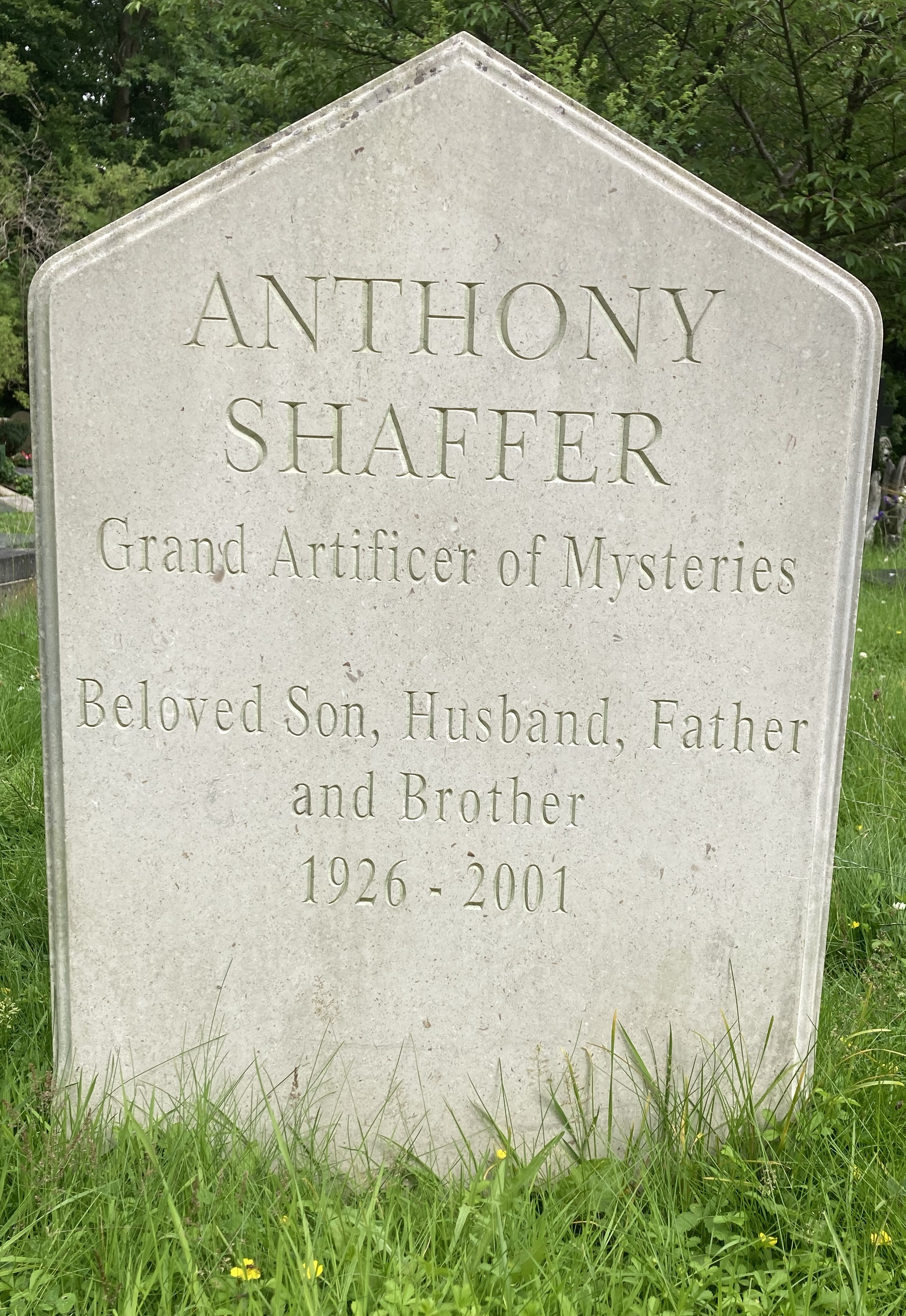
Anthony Shaffers grav på Highgate Cemetery.

Anthony Joshua Shaffer, född 15 maj 1926 i Liverpool, död 6 november 2001 i London, var en brittisk dramatiker och manusförfattare. Som manusförfattare låg han bakom filmerna Frenzy (1972) av Alfred Hitchcock, "Sleuth" – Spårhunden (1972) samt skräckfilmen Dödlig skörd (1973). Han föddes i en judisk familj och var tvillingbror till dramatikern Peter Shaffer.